# Liste der Fornminnen in Sölvesborg

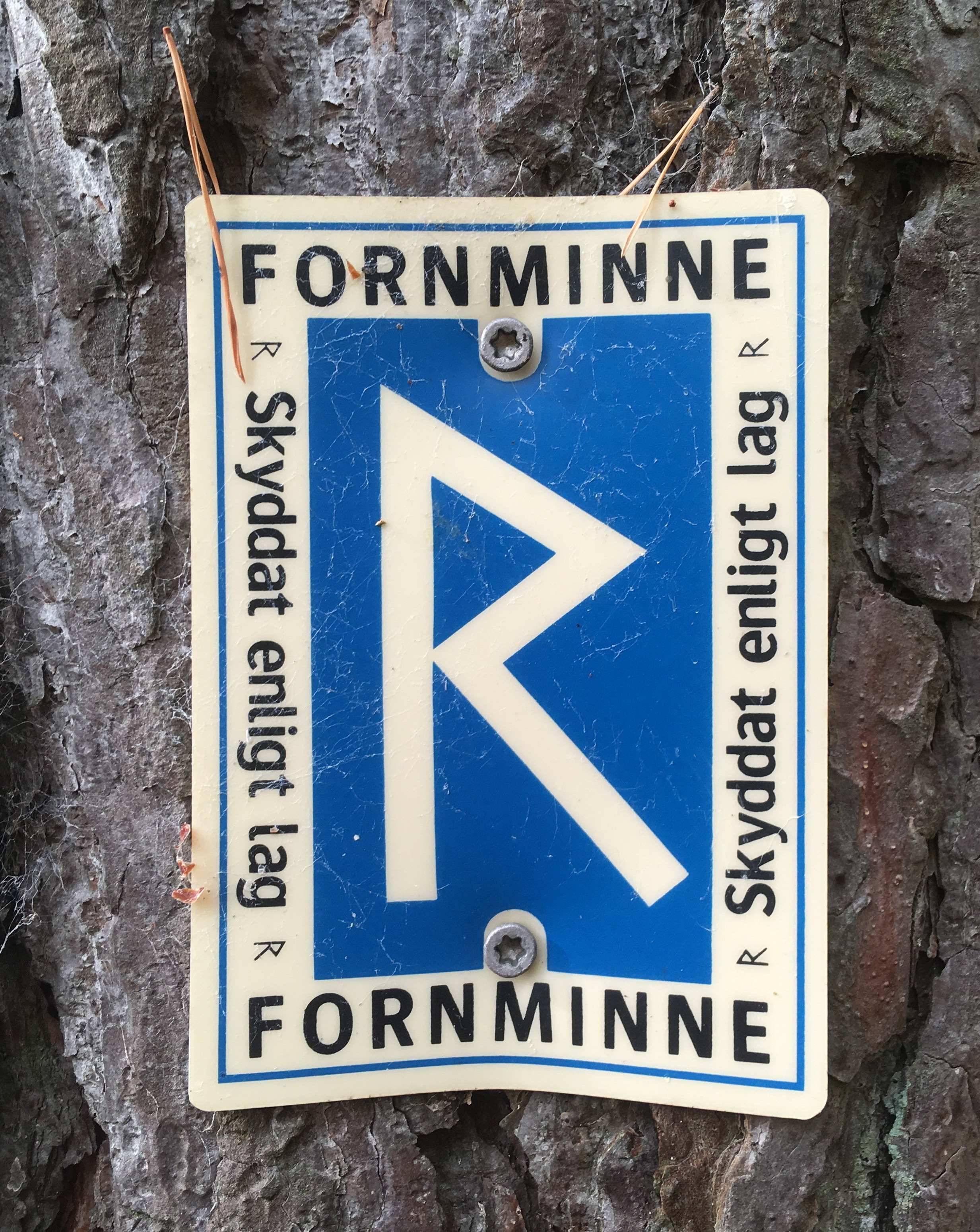
Zeichen für „Fornminnen“ in Schweden

Diese Liste der Fornminnen in Sölvesborg zeigt die „Alten/antike Denkmale“ (schwedisch fornminnen) in der Stadt und im ehemaligen Socken Sölvesborg in der heutigen Gemeinde Sölvesborg der südschwedischen Provinz Blekinge län, sie ist eine Teilliste der „Liste der Fornminnen in Blekinge“. Die Aufteilung basiert auf der historischen Zuordnung der Gebiete in Socken (siehe auch) und der Einteilung des Zentralamt für Denkmalpflege Riksantikvarieämbetet (RAÄ). Es werden die Fornminnen aufgeführt, die auf dem Suchdienst „Fornsök“ registriert sind, welcher weitere Informationen zu den bekannten kulturhistorischen Überresten in Schweden enthält.

## Begriffserklärung
Fornminnen (schwedisch für alte/antike Denkmale oder archäologische Funde) sind in Schweden alte Objekte und archäologische Funde (Fornlämningar), welche die Überreste menschlicher Aktivitäten in der Vergangenheit bezeichnen, die durch frühere Nutzung entstanden sind und dauerhaft aufgegeben wurden. Dabei gilt für Fornminnen, die vor 1850 entstanden sind, dass sie automatisch durch das Gesetz geschützt sind. Aber auch jüngere Überreste können zu Bodendenkmalen erklärt werden, wenn sie sich an ihrem ursprünglichen Standort befinden und weitgehend erdgebunden sind. Als Fornminnen zählen u. a. Siedlungen und Siedlungsreste aus prähistorischer Zeit, Gräber und Grabstätten, Burgruinen, Ruinen von Klöstern, Kirchen und Schlössern, Steine und Felsen mit Inschriften und Bildern (z. B. Runensteine und Petroglyphen), insofern sie nicht schon als Einzeldenkmal unter Byggnadsminnen (schwedisch für Baudenkmale) oder kyrkliga Kulturminnen (schwedisch für kirchliches Kulturgut) ausgewiesen sind.

## Legende
| ID           | = | ID.Nr. des Denkmalregisters (Fornsök) im schwedische Amt für nationales Kulturerbe (Riksantikvarieämbetet (RAÄ)) |
| Lage         | = | Koordinatenangabe des Standorts                                                                                  |
| Bezeichnung  | = | Bezeichnung des Denkmalobjekts (auch RAÄ-Nr.)                                                                    |
| Beschreibung | = | Name (Denkmaltyp/Dokumentenverweis im Arkivsök) sowie eine kurze Beschreibung des Objekts                        |
| Bild         | = | Bild des Objekts sowie Verweis auf weitere Bilder                                                                |

## Fornminnen Sölvesborg
| ID             | Lage    | Bezeichnung (RAÄ-Nr.) | Beschreibung | Bild           |
| -------------- | ------- | --------------------- | --- | -------------- |
| 10101500010001 | (Karte) | Sölvesborg 1:1        | Sölvesborg 1:1 (Steinsetzung / L1979:6265) Steinsetzung auf einen kleinen Hügel nördlich des Stadtteils Kämpaslätten, etwa 100 m westlich von der Steinsetzung Sölvesborg 2:1 (L1979:6266) | Weitere Bilder |
| 10101500020001 | (Karte) | Sölvesborg 2:1        | Sölvesborg 2:1 (Steinsetzung / L1979:6266) Steinsetzung auf einen kleinen Hügel nördlich des Stadtteils Kämpaslätten, etwa 100 m östlich von der Steinsetzung Sölvesborg 2:1 (L1979:6265) | Weitere Bilder |
| 10101500030001 | (Karte) | Sölvesborg 3:1        | Sölvesborg 3:1 (Steinsetzung / L1979:6803) Steinsetzung auf einem Hügel am Ostufer des Siesjö-See im Siesjö Östra-Naturschutzgebiet nördlich von Sölvesborg und westlich Ynde. | Weitere Bilder |
| 10101500040001 | (Karte) | Sölvesborg 4:1        | Sölvesborg 4:1 (Petroglyphe / L1979:6812) Petroglyphe auf einem 3,5 m großen Steinblock auf dem Feld südöstlich von Ynde, 150 m nordwestlich von Petroglyphe Sölvesborg 99 (L1978:8635) | Weitere Bilder |
| 10101500060001 | (Karte) | Sölvesborg 6:1        | Sölvesborg 6:1 (Grabstein / L1979:7033) Grabstein am Rande eines Hügel nördlich Hulta Gård und einer ehemaligen Siedlung Sölvesborg 7:1 (L1979:6912) | Weitere Bilder |
| 10101500170001 | (Karte) | Sölvesborg 17:1       | Sölvesborg 17:1 (Schloß/Herrenhaus und Burgruine / L1979:6772) Reste der mittelalterlichen Burg, Mauerreste, Steinfundamente und Grabenfragmente (gefunden bei Grabungen 2020) im Bereich der Burgruine von Schloss Sölvesborg (siehe auch Baudenkmale in Sölvesborg - Herrenhaus 21300000018898 und Verwalterhaus 21300000018900)                                                                           | Weitere Bilder |
| 10101500180001 | (Karte) | Sölvesborg 18:1       | Sölvesborg 18:1 (Runenstein / L1979:6773 / DR 356) Runenstein (auch als „Sölvesborgsstenen“ bezeichnet); datiert auf ca. 720 - 900 n.Chr. heute im Hof der um 1300 erbauten St.-Nikolai-Kirche in Sölvesborg (siehe auch Kirchendenkmale in Sölvesborg - 21300000003558) aufgestellt, stand bis 1864 am Fundort Danagatan 3 Sölvesborg 127 (L1978:9431)                                                      | Weitere Bilder |
| 10101500180002 | (Karte) | Sölvesborg 18:2       | Sölvesborg 18:2 (Runenstein / L1979:6353 / DR 357) ca. 1,4 m hoher Runenstein (auch als „Stentoftenstenen“ bezeichnet); datiert auf ca. 700 n.Chr.; Fundort Stenoften: Sölvesborg 14:1 (L1979:6658) wurde 1823 außerhalb der Stadt entdeckt, umgeben von 5 größeren Steinen und 1864 in der St.-Nikolai-Kirche in Sölvesborg (siehe auch Kirchendenkmale in Sölvesborg - 21300000003558) aufgestellt.        | Weitere Bilder |
| 10101500280001 | (Karte) | Sölvesborg 28:1       | Sölvesborg 28:1 (Steinsetzung / L1979:6225) runde steingefüllte Steinsetzung im Süden der Ostsee-Insel Utkörningen südlich Sölvesborg | Weitere Bilder |
| 10101500290001 | (Karte) | Sölvesborg 29:1       | Sölvesborg 29:1 (Steinsetzung / L1979:6226) quadratische steingefüllte Steinsetzung im Norden der Ostsee-Insel Utkörningen südlich Sölvesborg | Weitere Bilder |
| 10101500300001 | (Karte) | Sölvesborg 30:1       | Sölvesborg 30:1 (Steinhügelgrab / L1979:6682) rundes Steinhügelgrab auf der Ostsee-Insel Månsaholm | Weitere Bilder |
| 10101500310001 | (Karte) | Sölvesborg 31:1       | Sölvesborg 31:1 (Steinsetzung / L1979:6775) quadratische steingefüllte Steinsetzung im Norden der Ostsee-Insel Prästholmen, westlich von Sölvesborg | Weitere Bilder |
| 10101500320001 | (Karte) | Sölvesborg 32:1       | Sölvesborg 32:1 (Festung/Schanze / L1979:6331) dreieckige Festungsschanze (Kantenlänge ca. 25 - 27 m umgeben von einem Graben) im Norden der Ostsee-Insel Kaninholmen im östlich von Sölvesborg gelegenen Naturschutzgebiet „Sölvesborgsviken“ | Weitere Bilder |
| 10101500460001 | (Karte) | Sölvesborg 46:1       | Sölvesborg 46:1 (Steinsetzung / L1979:6663) runde steingefüllte Steinsetzung nördlich des Küstenorts Valjeviken westlich von Sölvesborg | Weitere Bilder |
| 10101500530001 | (Karte) | Sölvesborg 53:1       | Sölvesborg 53:1 (Steinsetzung / L1979:6909) runde steingefüllte Steinsetzung im Süden des Naturschutzgebiet „Ryssberget“, neben den Steinsetzungen „Sölvesborg 53:2“ und „Sölvesborg 53:3“ im Norden des Stadtteils Hjortakroken | Weitere Bilder |
| 10101500530002 | (Karte) | Sölvesborg 53:2       | Sölvesborg 53:2 (Steinsetzung / L1979:6474) runde steingefüllte Steinsetzung im Süden des Naturschutzgebiet „Ryssberget“, neben den Steinsetzungen „Sölvesborg 53:1“ und „Sölvesborg 53:3“ im Norden des Stadtteils Hjortakroken | Weitere Bilder |
| 10101500530003 | (Karte) | Sölvesborg 53:3       | Sölvesborg 53:3 (Steinsetzung / L1979:6910) runde steingefüllte Steinsetzung im Süden des Naturschutzgebiet „Ryssberget“, neben den Steinsetzungen „Sölvesborg 53:2“ und „Sölvesborg 53:3“ im Norden des Stadtteils Hjortakroken | Weitere Bilder |
| 10101500540001 | (Karte) | Sölvesborg 54:1       | Sölvesborg 54:1 (Hügelgrab / L1979:6427) runder Grabhügel in einem kleineren Fossilienfeld Sölvesborg 54:2 (L1979:6911) am südöstlichen Rand des Naturschutzgebiet „Ryssberget“ ca. 300 m nördlich der Steinsetzungen „Sölvesborg 53:1“, „Sölvesborg 53:2“ und „Sölvesborg 53:3“ | Weitere Bilder |
| 10101500620001 | (Karte) | Sölvesborg 62:1       | Sölvesborg 62:1 (Steinhügelgrab / L1979:6256) rundes Steinhügelgrab inmitten eines langgestreckten Fossilienfeld Sölvesborg 62:2 (L1979:6255) ca. 1 km nordöstlich von Ynde | Weitere Bilder |
| 12000000042426 | (Karte) | Sölvesborg 72         | Sölvesborg 72 (Grab- und Siedlungsfläche / L1978:1682) ca. 500 × 260 m großer Bereich mit Überresten ehemaliger Siedlungen und Resten von Gräbern mit Funden, welche sich bis auf 6000 v.Chr. datieren lassen, sowie ein Gräberfeld Sölvesborg 87 (L1978:6520) bestehend aus ca. 30 überwachsenen Steinen im östlichen Teil des Areals, welche nach einer archäologischen Untersuchung 2010 entfernt wurden. | Weitere Bilder |